# Table des caractères Unicode/U116D0
Cette page contient des caractères spéciaux ou non latins. S’ils s’affichent mal (▯, ?, etc.), consultez la page d’aide Unicode.
Table des caractères Unicode U+116D0 à U+116FF.

## Extension C du birman
Cette portion concerne l'extension C du birman.

### Table des caractères
|               | 0 | 1 | 2 | 3 | 4 | 5 | 6 | 7 | 8 | 9 | A | B | C | D | E | F |
| ------------- | - | - | - | - | - | - | - | - | - | - | - | - | - | - | - | - |
| 116D ... 116F |   |   |   |   |   |   |   |   |   |   |   |   |   |   |   |   |